# Capromyidae
Hutias
Famille
Les Capromyidés (Capromyidae) sont une famille de l'ordre des rongeurs. Cette famille rassemble les hutias encore vivants. Elle a été décrite pour la première fois en 1842 par le naturaliste britannique Charles Hamilton Smith (1776-1859). Le hutia le plus connu est le hutia de Cuba (Capromys pilorides), mais plusieurs autres espèces sont menacées, voire éteintes.

## Liste dessous-familles
Selon Mammal Species of the World (version 3, 2005)  (8 janv. 2013) et ITIS (8 janv. 2013) :
- sous-famille Capromyinae Smith, 1842 - dont plusieurs espèces éteintes ou presque
- sous-famille † Hexolobodontinae Woods, 1989 - unique espèce, éteinte, Hexolobodon phenax
- sous-famille † Isolobodontinae Woods, 1989 - deux espèces, éteintes
- sous-famille Plagiodontinae Ellerman, 1940 - une seule espèce encore vivante : Plagiodontia aedium

## Caractéristiques morphologiques
Les hutias sont des rongeurs de grande taille caractérisés par une tête massive au museau plus ou moins effilé, des pattes très robustes dont les doigts sont parfois réunis par une membrane et une queue de longueur variable.
Deux espèces à queue préhensile sont d'excellents grimpeurs.
L'espèce la plus grande, Capromys pilorides, est à peu près de la taille d'un gros chat domestique. Les plus petits hutias, de la taille d'un rat.
- Longueur : de 22 à 60 cm
- Queue : de 15 à 30 cm
- Poids : de 4,3 à 8,5 kg
- Maturité : vers 10 mois
- Période de l'accouplement : toute l'année
- Durée de la gestation : de 110 à 140 jours
- Portée: de 1 à 6 petits : habituellement 2
- Durée entre deux gestations : 1 an

## Habitat
Les hutias sont endémiques des Caraïbes. À l'origine, ce sont des animaux forestiers, mais on les trouve dans les habitats rocheux et marécageux, dans les régions côtières, forêts tropicales et marécages, mangroves.
Le hutia vit majoritairement en colonie dans les forêts et les marécages cubains. On trouve sur cette île dix espèces de hutias qui se nourrissent de végétaux et de lézards mais dont la population est en diminution constante. 

## Comportement
- Mode de vie : fouisseurs ou arboricoles
- Activité : certains sont diurnes; la plupart nocturne
- Régime alimentaire : feuilles, écorces, fruits, petits animaux, lézards

Le Hutia de Cuba est actif dans la journée et on peut en voir des spécimens qui profitent du soleil sur les branches ou qui fouillent dans le feuillage alors que, comme la majorité des espèces de hutias, les plus petits hutias sont plutôt nocturnes.
Certains hutias creusent des terriers mais presque toutes les espèces sont arboricoles, notamment Mesocapromys auritus et Mesocapromys angelcabreraiqui se mettent en boule dans des nids de feuilles qu'ils construisent dans les palétuviers.
Comme presque tous les rongeurs, les hutias sont des animaux sociaux. Ils vivent en couple, en groupe familiaux ou en groupes nombreux, formant des colonies et partagent souvent leur nid ou leur terrier.

## Systématique
Cette famille a été décrite pour la première fois en 1842 par le naturaliste britannique Charles Hamilton Smith (1776-1859).
Liste des sous-familles et genres :
Selon Mammal Species of the World (version 3, 2005)  (8 janv. 2013) :
- sous-famille Capromyinae
  - genre Capromys
  - genre Geocapromys
  - genre Mesocapromys
  - genre Mysateles
- sous-famille Hexolobodontinae
  - genre Hexolobodon
- sous-famille Isolobodontinae
  - genre Isolobodon
- sous-famille Plagiodontinae
  - genre Plagiodontia
  - genre Rhizoplagiodontia

Selon Catalogue of Life (8 janv. 2013) :
- genre Capromys
- genre Geocapromys
- genre Hexolobodon
- genre Isolobodon
- genre Mesocapromys
- genre Mysateles
- genre Plagiodontia
- genre Rhizoplagiodontia

Selon NCBI (8 janv. 2013) :
- genre Capromys
  - Capromys pilorides
- genre Plagiodontia
  - Plagiodontia aedium

Selon Paleobiology Database (8 janv. 2013) :
- genre Drytomomys
- sous-famille Isolobodontinae
- genre Isomyopotamus
- genre Neoreomys
- genre Tramyocastor

## Avenir des espèces
Plusieurs espèces de Hutias sont menacées d'extinctions par l'action de l'homme ou des prédateurs importés par lui sur les iles des Caraïbes  , .
En raison de leur mode vie discret et de leur aspect peu attirant, les hutias ont été peu étudiés par les biologistes et certaines espèces n'ont pas été aperçues vivantes depuis des décennies.